# Karl Richard Lepsius

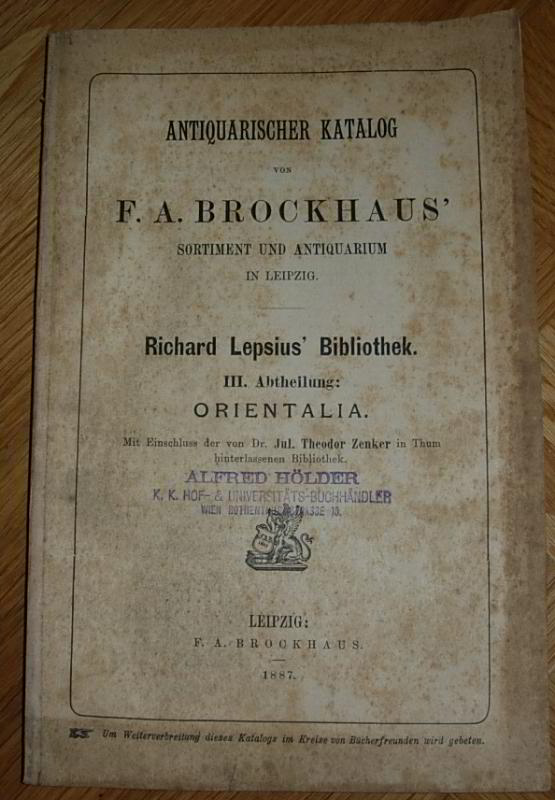

Karl (sau Carl) Richard Lepsius (n. 23 decembrie 1810, Naumburg (Saale) – d. 10 iulie 1884, Berlin) a fost un lingvist prusac și un pionier al arheologiei moderne și al egiptologiei.